# Administration publique française
Pour des articles plus généraux, voir Administrations publiques et Secteur public en France.
Les administrations publiques françaises regroupent l’État, les collectivités territoriales et les administrations de sécurité sociale. Avec les entreprises publiques, elles forment la sphère publique.

Selon la définition de l'INSEE :

« Le secteur des administrations publiques (S.13) est l’ensemble des unités institutionnelles dont la fonction principale est de produire des biens et services non marchands ou d'effectuer des opérations de redistribution du revenu et des richesses nationales et dont les ressources proviennent majoritairement de contributions obligatoires versées par des unités appartenant à d’autres secteurs institutionnels.
Le secteur des administrations publiques comprend les entités juridiques investies des pouvoirs exécutif, législatif et judiciaire.
Le secteur des administrations publiques comprend l’administration centrale (S.1311), l’administration locale (S.1313) et les caisses de sécurité sociale (S.1314). »

## Histoire de l'administration française
Il existe depuis 1995, un Comité d’histoire ministériel, qui promeut et valorise l'analyse historique des politiques publiques menées par les ministères ayant œuvré dans les domaines de l’écologie, de la biodiversité, du développement durable, de l’énergie, du climat, des risques, des mobilités, de la mer, ainsi que dans ceux de la ville, de l’urbanisme et du logement, avec l'aide d'un conseil scientifique réunissant de chercheurs et spécialistes de ces sujets. Il gère un fonds d'archives orales et de plus de 4 000 ouvrages, publie une revue « Pour Mémoire » (plus de 50 numéros publiés entre 1995 et 2024), des ouvrages de référence, et co-organise des colloques et journées d’études dont les actes sont publiés dans des hors-série de la revue.

### Administration française sous l'Ancien Régime
- Diocèse
- Généralité
- Gouvernement militaire
- Justice de l'Ancien Régime
- Maison du Roi
- Provinces de France
- Secrétaire d'État
- Haras nationaux (France)

### Administration française depuis la Révolution
L’administration française a pris l'essentiel de sa forme contemporaine lors de la Révolution et du Premier Empire. À l'origine très fortement centralisée, l’administration française s'est engagée, surtout à partir de 1982, dans un double mouvement de décentralisation et de déconcentration.

## Rôle des administrations publiques
Pour la comptabilité nationale, les administrations publiques, notées APU, sont les unités institutionnelles dont la fonction principale est de produire des services non marchands, de réguler l'économie, ou d'effectuer des opérations de redistribution des revenus et des richesses. Elles tirent la majeure partie de leurs ressources des prélèvements obligatoires.
Le secteur des administrations publiques comprend les administrations publiques centrales, les administrations publiques territoriales et les administrations de sécurité sociale.
Il comprend des établissements publics administratifs, ainsi que des commissions administratives à caractère consultatif.

## Catégories d'administration
En France, dans la comptabilité nationale, les administrations publiques (APU) se regroupent en trois catégories:

### Administration publique centrale
Elle se compose de l'État et des organismes divers d'administration centrale (ODAC : universités, CNRS, France Travail, etc.)

### Administrations publiques territoriales
Les APUL sont constituées par les collectivités territoriales (régions, départements, communes, collectivités à statut particulier, collectivités d'outre-mer) et par divers organismes d'administration territoriale (régie de transport municipal, SDIS, chambre de commerce, etc.).

### Administrations de sécurité sociale
- Unités qui distribuent des prestations sociales à partir de cotisations sociales obligatoires
- Organismes dépendant des assurances sociales (ODASS : hôpitaux publics, par exemple) ;

## Ressources humaines de l'administration publique
En 2003, l'ensemble des trois fonctions publiques (d'État, territoriale et hospitalière) employait 5 031 834 personnes.
La principale école de formation de ses cadres dirigeants (École nationale d'administration) est entrée dans un processus de réforme de sa scolarité afin de l'adapter aux problématiques nouvelles (Europe, communication, management, etc.). La possible suppression du classement de sortie dans les écoles de la Fonction publique, évoquée par le Président de la République, pourrait prolonger cette dynamique.

## Patrimoine des administrations publiques
Chaque année l'INSEE publie le patrimoine des administrations publiques. Sa valeur nette (actifs financiers et non financiers moins passifs financiers) est de 267,3 milliards d'euros à fin 2015, dont :
- État : - 1 324,3 milliards
- Organismes divers d'administration centrale (ODAC) : + 203,3 milliards
- Administrations publiques territoriales : + 1 256,1 milliards
- Administrations de Sécurité Sociale : + 132,2 milliards

## Usage de la langue dans les administrations françaises
Il existe une longue tradition de l'usage de la langue française dans l'administration française. Dès 1539, l'ordonnance de Villers-Cotterêts instaure la primauté et l'exclusivité du français dans les documents relatifs à la vie publique. Pour faciliter la bonne compréhension des actes de l'administration et de la justice, elle leur impose d'être rédigés dans cette langue.
Depuis une loi constitutionnelle en 1992, l'article 2 de la Constitution de 1958 a été révisé pour introduire la phrase suivante :
« La langue de la République est le français. »
Depuis cette loi, le français est un attribut de souveraineté. Il est la langue officielle de la République française.
La loi Toubon du 4 août 1994 relative à l'emploi de la langue française est destinée à protéger le patrimoine linguistique français.
Elle vise trois objectifs principaux :
- l'enrichissement de la langue ;
- l'obligation d'utiliser la langue française sous certaines conditions ;
- la défense du français en tant que langue de la République.

Cette loi est destinée à assurer la primauté de la langue française en France où elle est menacée par l'extension de l'anglais.
Le décret du 3 juillet 1996 relatif à l'enrichissement de la langue française a mis en place un dispositif d'enrichissement de la langue.
Ce décret a également rendu obligatoire l'usage dans les services publics des termes en français publiés au Journal officiel ou précédemment en vigueur :
« Art. 11. - Les termes et expressions publiés au Journal officiel sont obligatoirement utilisés à la place des termes et expressions équivalents en langues étrangères :
1) Dans les décrets, arrêtés, circulaires, instructions et directives des ministres, dans les correspondances et documents, de quelque nature qu'ils soient, qui émanent des services et des établissements publics de l'État ;
2) Dans les cas prévus aux articles 5 et 14 de la loi du 4 août 1994 susvisée relative à l'emploi de la langue française. La commission générale observe l'usage prévu au présent article des termes et expressions publiés.
Art. 12. - Les listes de termes et expressions approuvés en vertu des dispositions réglementaires relatives à l'enrichissement de la langue française précédemment en vigueur sont assimilées aux listes publiées en vertu du présent décret. Elles peuvent être modifiées selon la procédure prévue aux articles 7 à 10 du présent décret. »

## Sur internet
Le nom de domaine correspondant est .gouv.fr.
Bien que le nom de domaine .gouv.fr soit attribué à l'administration française, le gouvernement reste libre d'utiliser d'autres noms de domaine, par exemple pour l'Insee.

## Chronologie d'événements significatifs depuis 2017
2017 : Action publique 2022 : Le gouvernement d’Édouard Philippe lance en septembre 2017 une démarche avec ce label dans le  but de réduire la pression fiscale et le nombre de fonctionnaires,
2020 : Réorganisation hiérarchique de l'administration dans les territoires : par un décret paru en août 2020, le gouvernement place l'ensemble des administrations des différents ministères sous l'autorité du ministère de l'Intérieur,.